# 3月26日
3月26日（さんがつにじゅうろくにち）は、グレゴリオ暦で年始から85日目（閏年では86日目）にあたり、年末まであと280日ある。

## できごと

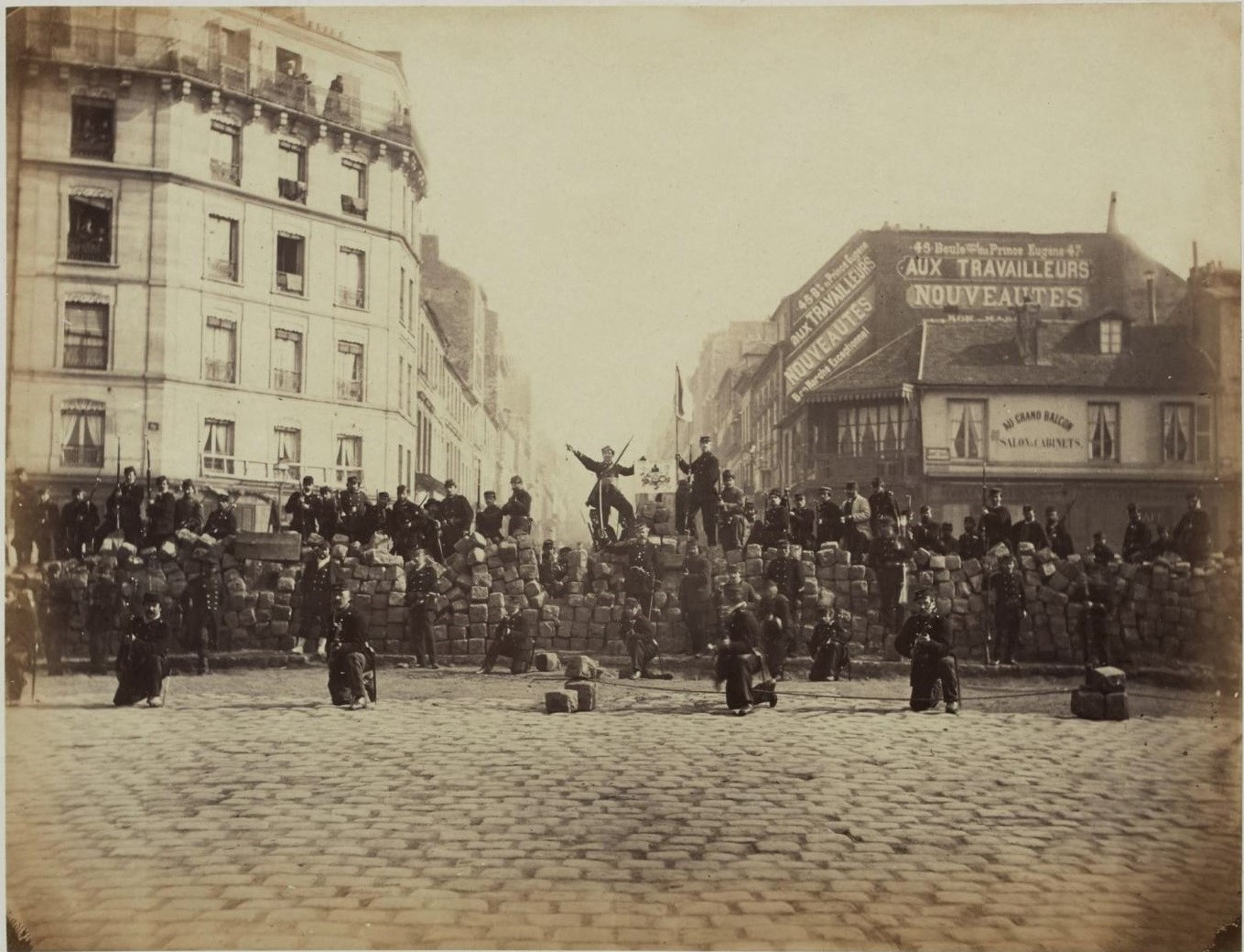
パリ・コミューン成立(1871)。画像は3月18日のバリケード

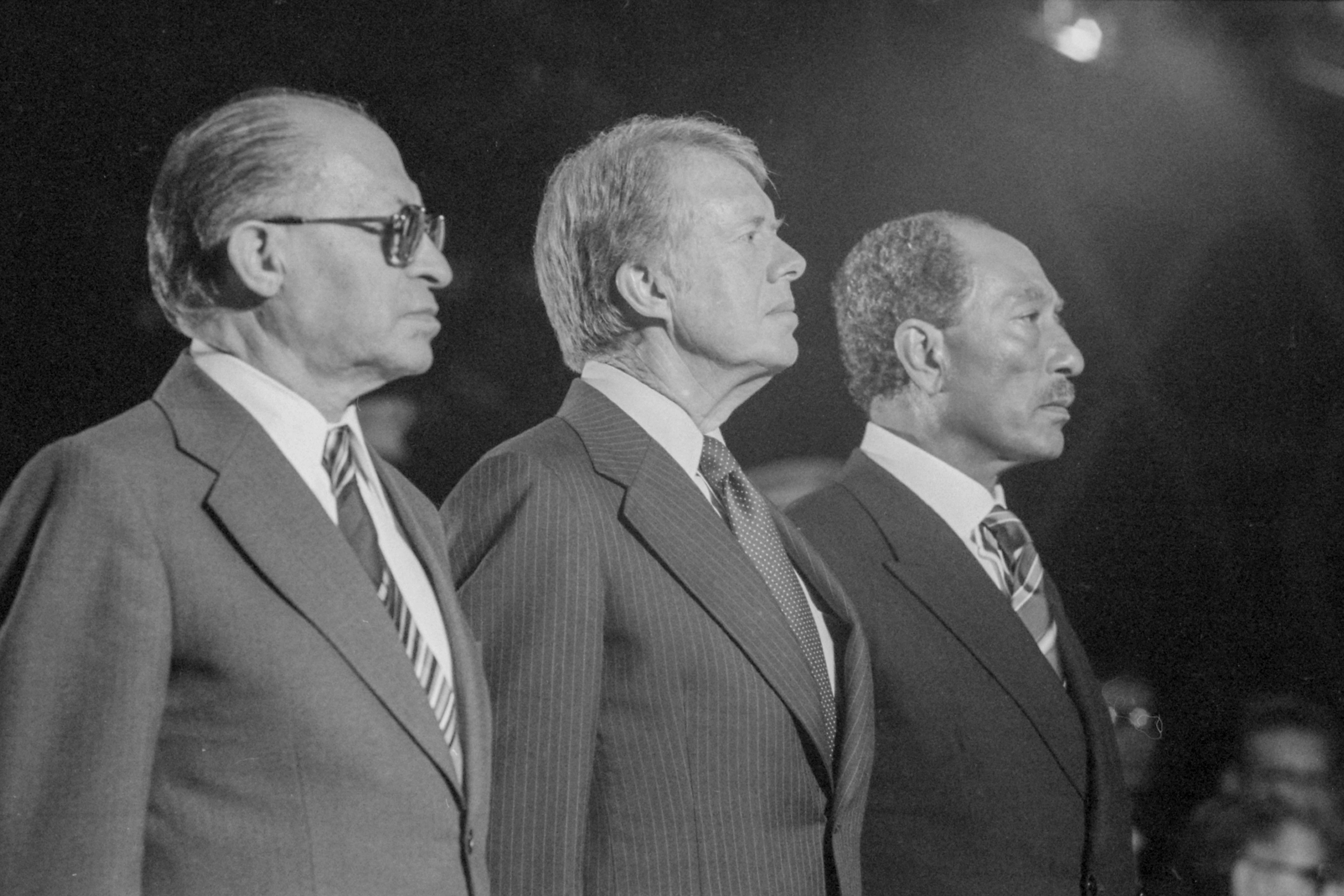
エジプト・イスラエル平和条約締結(1979)。画像はキャンプ・デービッドでの（左から順に）ベギン、カーター、サダト

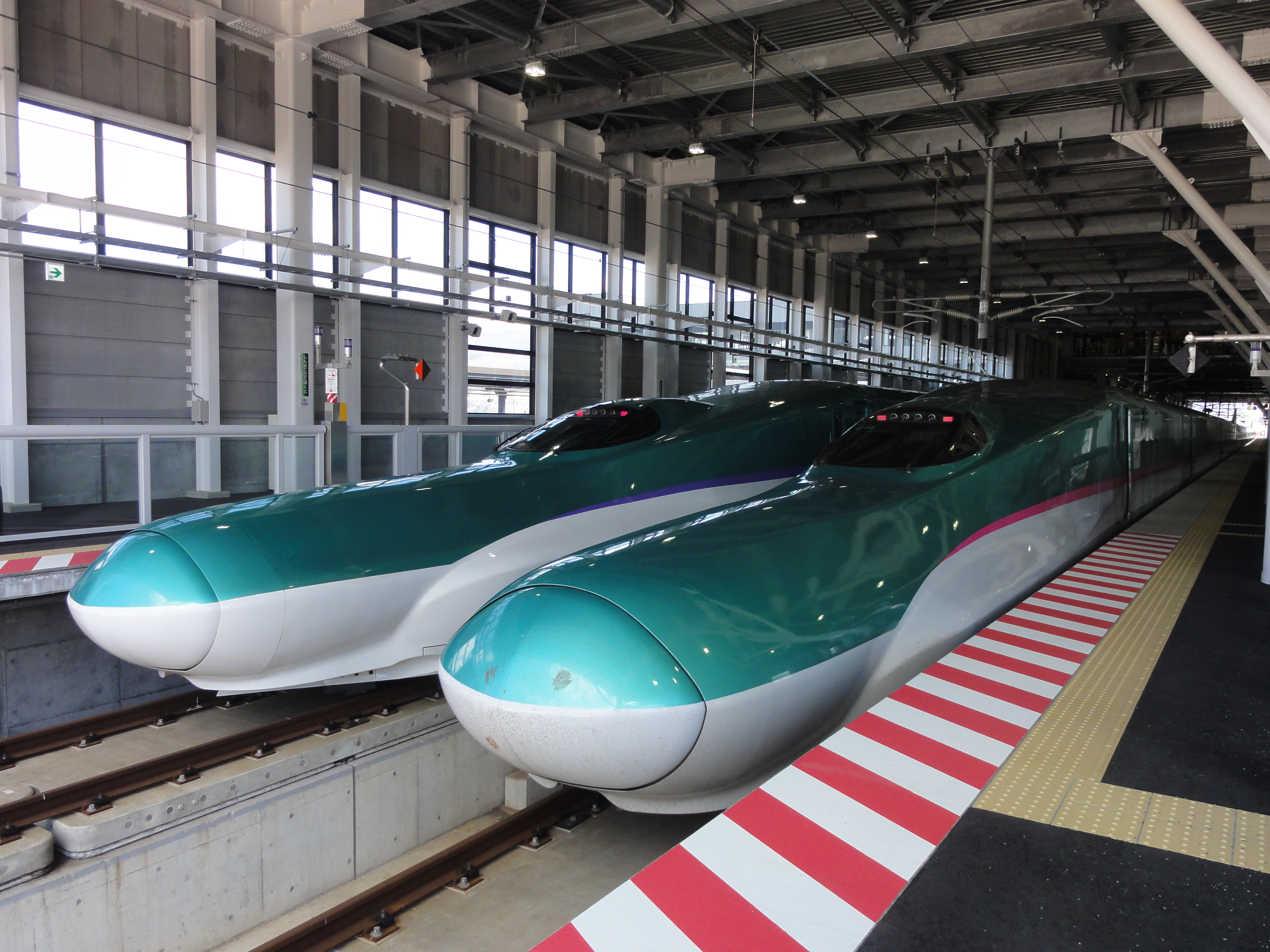
北海道新幹線が開業(2016)。

- 1027年 - 神聖ローマ皇帝コンラート2世が即位[1]。
- 1784年（天明4年2月6日） - 福岡藩の藩校修猷館（東学問稽古所）開館。
- 1862年 - 南北戦争: グロリエタの戦いが始まる。
- 1871年 - 国民衛兵による選挙が実施され、パリ・コミューン政府が誕生[2]。
- 1914年 - 島村抱月と松井須磨子が起こした劇団芸術座が、トルストイの『復活』を帝国劇場で初演[3]。
- 1922年 - 東京で日本初の本格的下水処理施設である三河島汚水処分工場（現 三河島水再生センター）が運転を開始[4]。
- 1925年 - 普通選挙法が成立。5月5日に公布。
- 1935年 - 長崎県の端島（軍艦島）第一坑（炭鉱）でガス爆発事故が発生。死者17人、重軽傷者17人[5]。
- 1940年 - 東海道本線塚本駅構内で貨物列車、旅客列車、電車の三重衝突事故が発生。死傷者113人[6]。
- 1945年 - 第二次世界大戦: 硫黄島の戦い: 最後まで米軍に抗戦していた栗林忠道配下の部隊が全滅。
- 1945年 - 第二次世界大戦・沖縄戦: 米軍が座間味島に上陸。
- 1946年 - ソ連軍が満州からの撤退を開始。
- 1948年 - 平野力三らが社会革新党を結成。
- 1950年 - XA2D-1 スカイシャーク艦上攻撃機が初飛行を行う。
- 1951年 - 横浜少年鑑別所から少年13人が集団逃走[7]。
- 1958年 - ナンシー梅木が日本人初のアカデミー助演女優賞を受賞。
- 1958年 - 原爆で破壊された広島城の再建天守閣が竣工[8]。
- 1958年 - エクスプローラー計画: アメリカで人工衛星「エクスプローラー3号」を打ち上げ。
- 1958年 - パラメトロン計算機PC-1が完成。
- 1966年 - 富山県で日本初の「登山届出条例」が公布。
- 1969年 - 航空自衛隊の自動警戒管制組織（バッジ・システム）が始動。
- 1970年 - 大阪万博会場内の動く歩道が緊急停止したことにより将棋倒しが発生。小学生を含む42人が負傷[9]。
- 1971年 - 東パキスタンがバングラデシュとして独立。
- 1971年 - 多摩ニュータウンで第一次入居開始。
- 1975年 - 1972年4月10日に署名開放された生物兵器禁止条約が発効。日本は1982年6月8日に批准した[10]。
- 1976年 - 東大阪市のメッキ廃液処理場から大量の塩素ガスが発生。周辺住民約100人が入院[11]。
- 1978年 - 成田空港管制塔占拠事件が発生。
- 1978年 - 社会民主連合成立。
- 1979年 - キャンプ・デービッド合意に基づきエジプト・イスラエル平和条約が締結。
- 1980年 - アリアンスペース設立。
- 1981年 - イギリスで労働党が分裂し社会民主党が発足。
- 1985年 - 南極にあすか観測拠点開設。
- 1989年 - ソビエト連邦史上の初の自由選挙として、人民代議員大会の選挙を実施。
- 1992年 - 阿佐海岸鉄道・阿佐東線海部駅 - 甲浦駅間が開業。
- 1998年 - 西武池袋線・営団地下鉄（現：東京地下鉄）有楽町線飯能 - 新木場で相互乗り入れ開始。
- 2000年 - 2000年ロシア大統領選挙。ウラジーミル・プーチン大統領代行が当選。
- 2001年 - 静岡県小笠山総合運動公園スタジアム(エコパスタジアム)が完成及び開場。
- 2004年 - 六本木ヒルズ森タワーの回転ドアで死亡事故が発生。
- 2005年 - 台湾で、中華人民共和国で成立した反分裂国家法に反対する120万人参加のデモが行われる。
- 2005年 - 岡山国際サーキットにて、全日本GT選手権に変わりSUPER GTが開幕した。
- 2006年 - 2006年ウクライナ最高議会選挙が行われる。
- 2006年 - ミャンマー政府が新首都の地名をネピドーとすることを発表。
- 2007年 - リンゼイ・アン・ホーカー殺害事件。
- 2010年 - 天安沈没事件。
- 2010年 - 足利事件の再審で、宇都宮地裁が無罪判決。後に宇都宮地検が上訴権を放棄し、無罪判決が確定[12]。
- 2011年 - ヴィクトワールピサが日本馬としては史上初となるドバイワールドカップを制覇[13]。
- 2016年 - 北海道新幹線新青森駅 - 新函館北斗駅間が開業[14]。
- 2016年 - 仙台市交通局が発行するicscaとJR東日本等が発行するSuicaとの相互利用を開始[15]。
- 2018年 - 米国が、3月上旬に英国で起きたロシアの元スパイ暗殺未遂事件にロシアが関与したとして、米国内のロシア外交官ら60人を国外追放すると発表[16]。すでに23人を追放した英国に足並みを揃える形で、米欧22カ国が110人超のロシア外交官の追放を発表した[17]。
- 2020年 - 米軍普天間飛行場の名護市辺野古移設を巡り、沖縄県による埋め立て承認撤回を取り消した国土交通相の裁決は違法だとして、沖縄県が裁決の取り消しを求めた訴訟の上告審判決で最高裁判所は、沖縄県側の上告を棄却し、沖縄県の敗訴が確定した[18]。
- 2021年 - 総務省は、東北新社が外資規制に違反していた問題で、同社子会社の衛星放送「ザ・シネマ４Ｋ」の認定を5月1日付で取り消す処分を実施したと発表した[19]。
- 2022年 - 2022年マルタ総選挙（英語版）が行われる。
- 2023年 - 中米のホンジュラスが台湾と断交、中国と国交を樹立した[20]。
- 2024年 - アメリカのメリーランド州ボルチモアで、大型連絡橋がコンテナ船に衝突され崩落する事故が発生[21]。
- 2024年 - 香港当局が、国家安全維持法を補完する国家安全条例（同年3月23日施行）を初めて適用し、国家安全維持法違反で服役する男性の減刑を取り消す[22]。

## 誕生日

### 人物

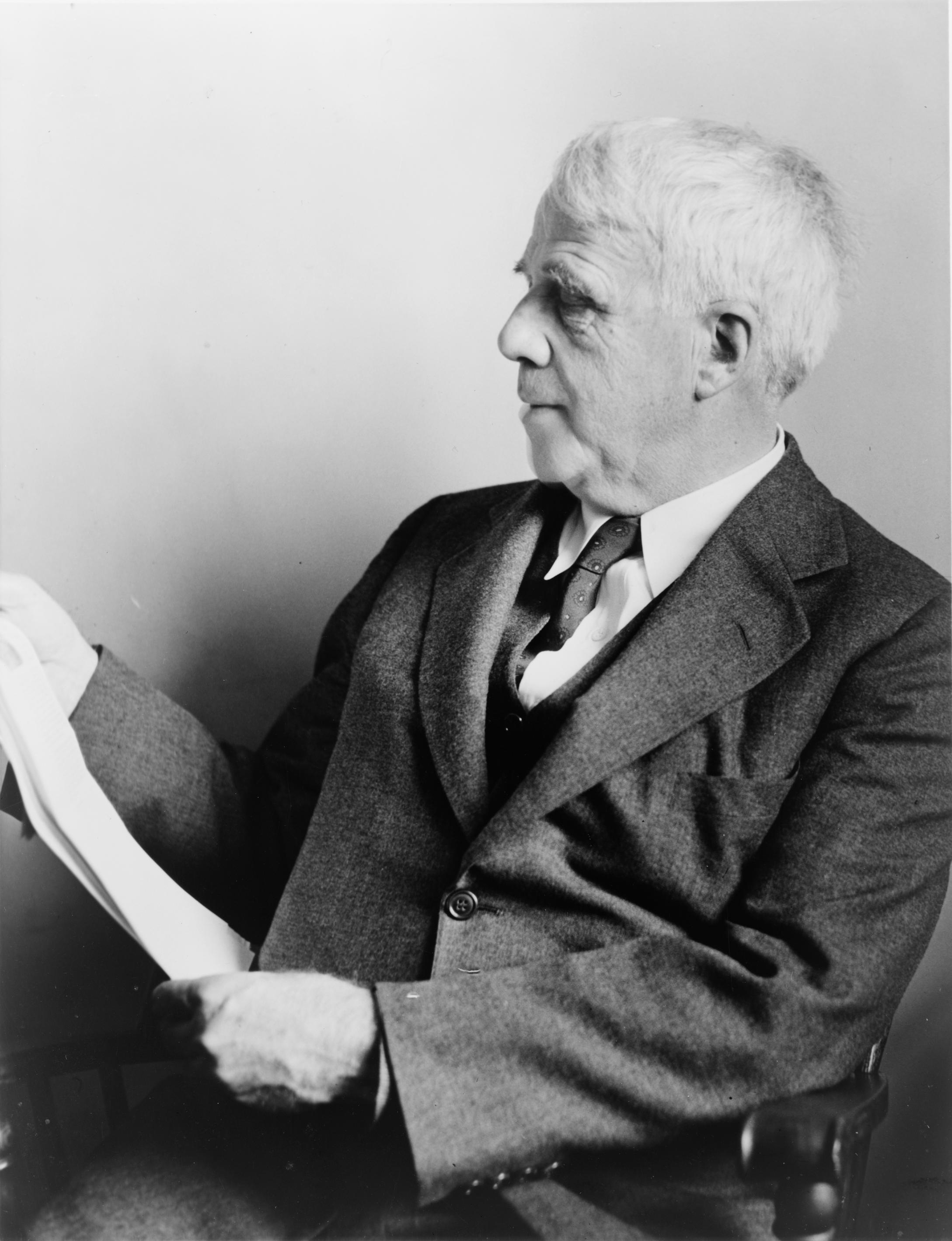
詩人ロバート・フロスト (1874-1963)誕生。

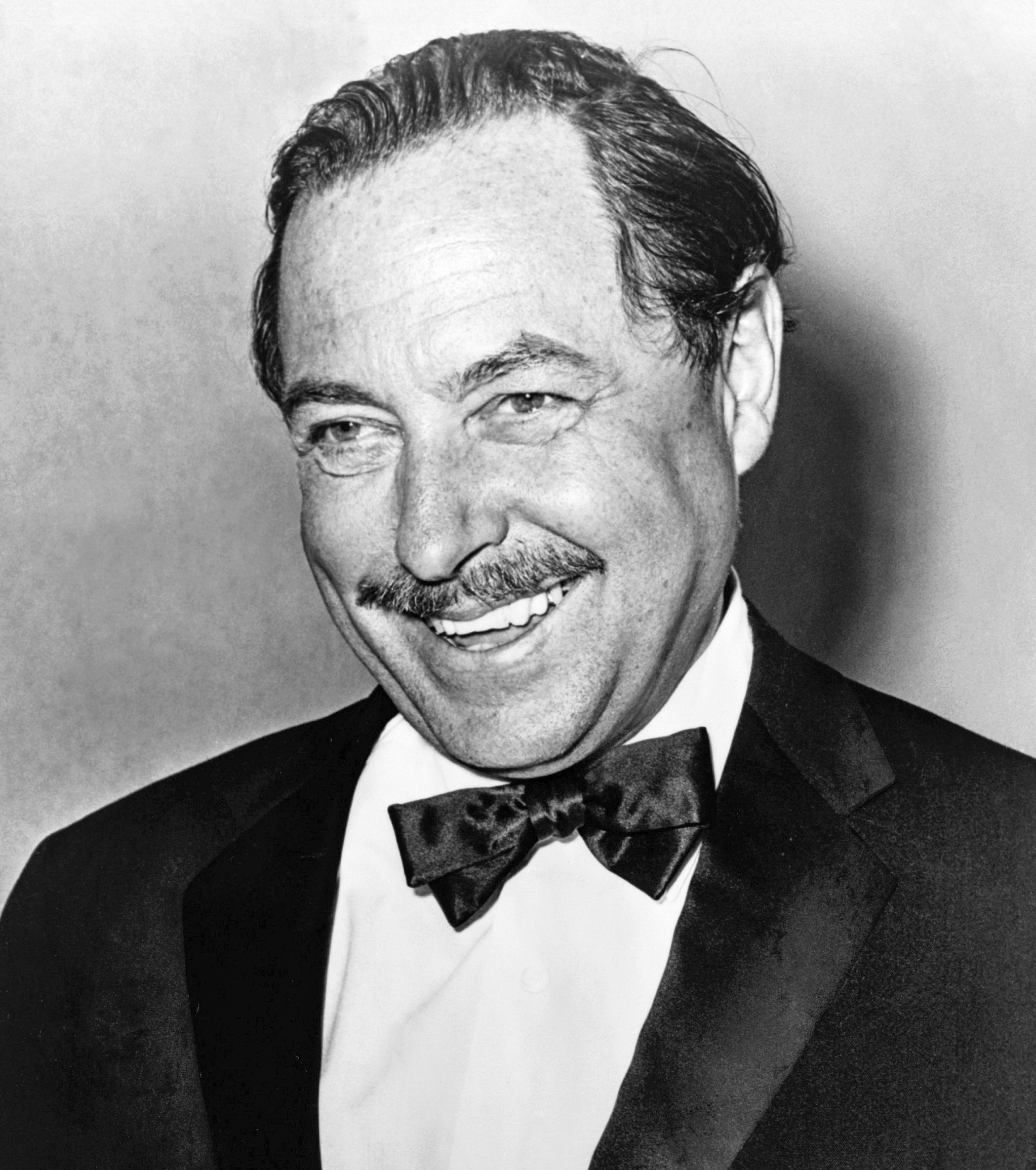
劇作家テネシー・ウィリアムズ(1911-1983)誕生。代表作『欲望という名の電車』(1947)など

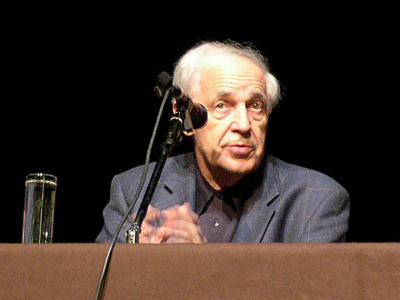
現代音楽の作曲家・指揮者ピエール・ブーレーズ(1925-2016)

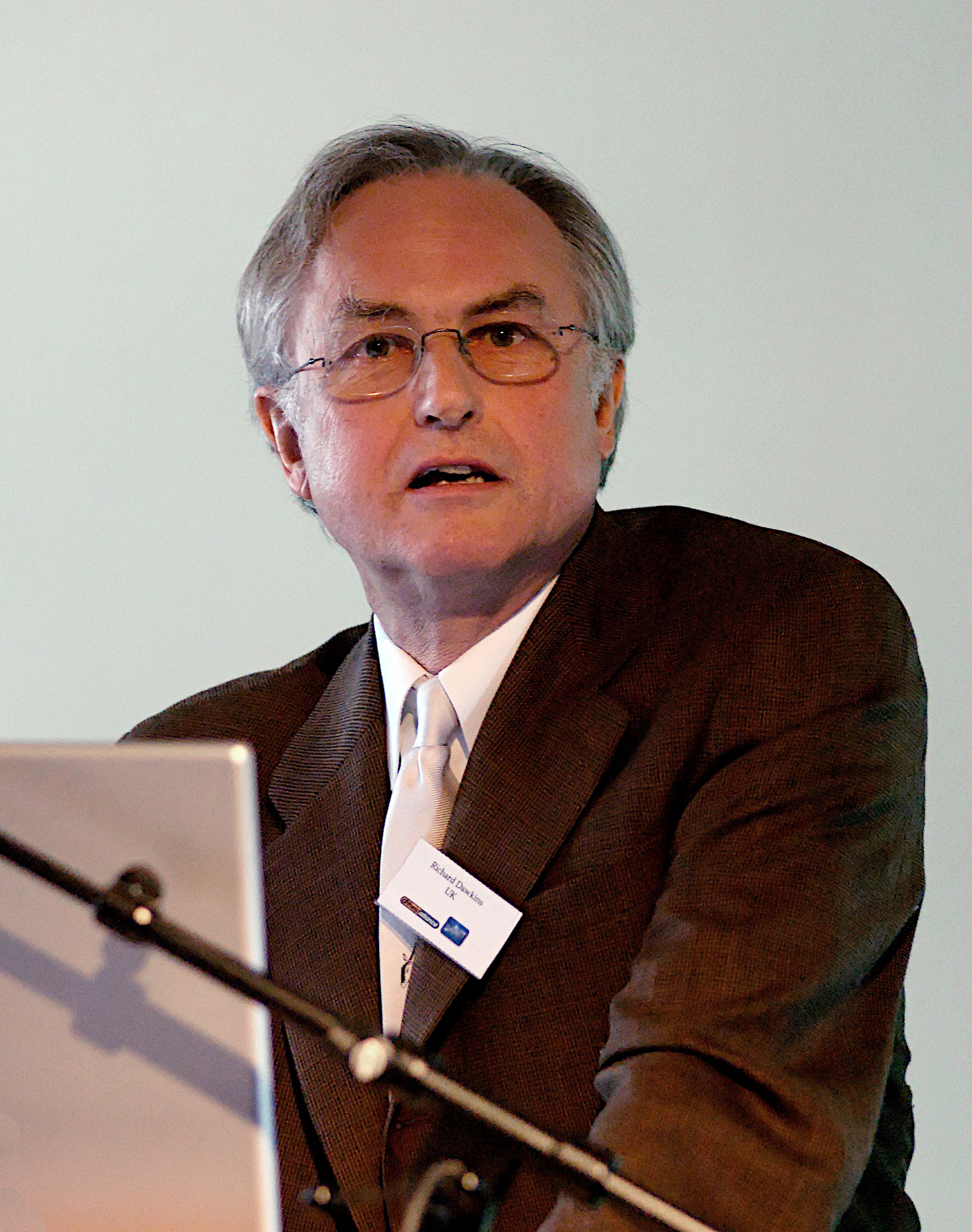
動物行動学者リチャード・ドーキンス(1941-)。代表作『利己的な遺伝子』(1976)

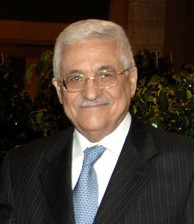
第2代パレスチナ自治政府大統領、マフムード・アッバース(1935-)

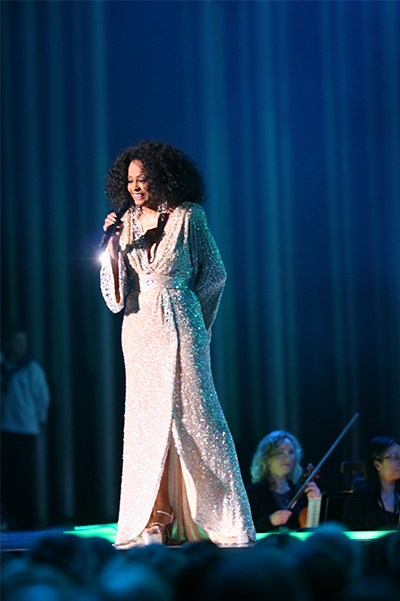
ブラックミュージック界の大御所ダイアナ・ロス(1944-)

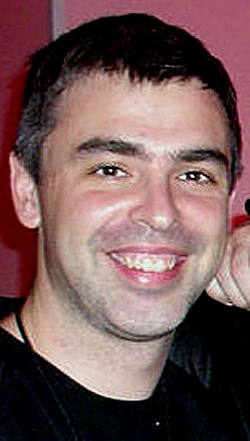
Googleの創業者、ラリー・ペイジ(1973-)。PageRankは彼の名にちなむ

- 1246年（寛元4年3月8日） - 日興[23]、日蓮宗僧侶（+ 1333年）
- 1516年 - コンラート・ゲスナー、博物学者（+ 1565年）
- 1596年（慶長元年2月28日） - 小笠原忠真、豊前小倉藩初代藩主（+ 1667年）
- 1728年（享保13年2月16日） - 徳川治貞、紀伊紀州藩第9代藩主（+ 1789年）
- 1733年（享保18年2月11日） - 小笠原信房、越前勝山藩第5代藩主（+ 1794年）
- 1734年（享保19年2月22日） - 大村純保、肥前大村藩第8代藩主（+ 1761年）
- 1751年（寛延4年2月29日） - 久世広誉、下総関宿藩第4代藩主（+ 1821年）
- 1752年（宝暦2年2月11日） - 保科正率、上総飯野藩第7代藩主（+ 1815年）
- 1753年 - ベンジャミン・トンプソン、物理学者（+ 1814年）
- 1795年（寛政7年2月6日） - 黒田斉清、筑前福岡藩第10代藩主（+ 1851年）
- 1801年（享和元年2月12日） - 稲葉尊通、豊後臼杵藩第12代藩主（+ 1821年）
- 1821年 - エルンスト・エンゲル、統計学者、経済学者（+ 1896年）
- 1832年 - ミシェル・ブレアル、言語学者、比較神話学者（+ 1915年）
- 1833年（天保4年2月6日） - 木下俊程、豊後日出藩第15代藩主（+ 1867年）
- 1838年（天保9年3月1日） - 井伊直充、越後与板藩第9代藩主（+ 1862年）
- 1843年（天保14年2月26日） - 浅野長厚、安芸広島新田藩第7代藩主（+ 1873年）
- 1849年（嘉永2年3月3日） - 平田東助、政治家（+ 1925年）
- 1850年 - エドワード・ベラミー、作家（+ 1898年）
- 1859年 - アドルフ・フルヴィッツ、数学者（+ 1919年）
- 1859年 - アルフレッド・エドワード・ハウスマン、詩人、批評家（+ 1936年）
- 1864年（文久4年2月19日） - 小堀鞆音、日本画家（+ 1931年）
- 1868年 - フアード1世、エジプト国王（+ 1936年）
- 1874年 - ロバート・フロスト、詩人（+ 1963年）
- 1875年 - 李承晩、政治家、韓国初代-3代大統領（+ 1953年）
- 1881年 - グッチオ・グッチ、起業家（+ 1953年）
- 1883年 - 篠原陸朗、政治家（+ 1966年）
- 1883年 - 西村真琴、生物学者（+ 1956年）
- 1884年 - ヴィルヘルム・バックハウス、ピアニスト（+ 1969年）
- 1893年 - 福田正夫、詩人（+ 1952年）
- 1893年 - パルミーロ・トリアッティ、政治家（+ 1964年）
- 1895年 - 素木しづ、小説家（+ 1918年）
- 1898年 - ルドルフ・ダスラー（Rudolf Dassler）、実業家、プーマ創業者（+ 1974年）
- 1898年 - 今東光、小説家、政治家（+ 1977年）
- 1902年 - 小川正子、医師、著述家（+ 1943年）
- 1902年 - 葉山三千子、女優（+ 1996年）
- 1904年 - 木山捷平、作家（+ 1968年）
- 1905年 - アンドレ・クリュイタンス、指揮者（+ 1967年）
- 1905年 - ヴィクトール・フランクル、精神科医、心理学者（+ 1997年）
- 1907年 - リー・ハーライン、作曲家（+ 1969年）
- 1907年 - 天野光晴、政治家（+ 1995年）
- 1908年 - 小石清、写真家（+ 1957年）
- 1911年 - テネシー・ウィリアムズ、劇作家（+ 1983年）
- 1911年 - ベルンハルト・カッツ、生理学者（+ 2003年）
- 1911年 - ジョン・L・オースティン、哲学者（+ 1960年）
- 1913年 - ポール・エルデシュ、数学者（+ 1996年）
- 1914年 - 公文公、数学教育研究家（+ 1995年）
- 1914年 - ウィリアム・ウェストモーランド、軍人（+ 2005年）
- 1916年 - 浜口隆一、建築評論家（+ 1995年）
- 1916年 - 谷村裕、元東京証券取引所理事長（+ 1996年）
- 1916年 - クリスチャン・アンフィンセン、生化学者（+ 1995年）
- 1916年 - スターリング・ヘイドン、俳優（+ 1986年）
- 1917年 - 柴田錬三郎、作家（+ 1978年）
- 1918年 - 北城真記子、女優（+ 1995年）
- 1921年 - 矢崎源九郎、北欧文学者、言語学者（+ 1967年）
- 1925年 - ピエール・ブーレーズ、作曲家、指揮者（+ 2016年）
- 1931年 - 本多光夫（諸井薫）、編集者、作家（+ 2001年）
- 1931年 - レナード・ニモイ、俳優、映画監督（+ 2015年）
- 1932年 - 野村沙知代、タレント（+ 2017年）
- 1932年 - 早乙女勝元、作家（+ 2022年）
- 1934年 - 山崎正和、劇作家、評論家（+ 2020年[24][25]）
- 1934年 - 根岸明美、女優（+ 2008年）
- 1935年 - 団令子、女優（+ 2003年）
- 1935年 - マフムード・アッバース、パレスチナ自治政府大統領
- 1936年 - 木村庄之助 (29代)、大相撲立行司
- 1936年 - 飯田和平、俳優、声優（+2012年）
- 1937年 - 上原美佐、女優（+ 2003年）
- 1937年 - 江原達怡、俳優（+ 2021年）
- 1937年 - 和田博実、プロ野球選手（+ 2009年）
- 1938年 - アンソニー・レゲット、物理学者
- 1939年 - 谷川勉、元プロ野球選手（+ 1968年）
- 1940年 - 丸山剛郎、歯学者
- 1940年 - 小川光明、アナウンサー
- 1940年 - 海老原博幸、プロボクサー（+ 1991年）
- 1940年 - 古川利彦、ソディック創業者（+ 2018年）
- 1940年 - ルー・タバキン、ジャズ・フルート、テナー・サクソフォーン奏者
- 1940年 - ナンシー・ペロシ、政治家、第60代アメリカ合衆国下院議長
- 1940年 - ジェームズ・カーン、俳優（+ 2022年）
- 1941年 - リチャード・ドーキンス、動物行動学者
- 1942年 - 小林伸明、ビリヤード選手
- 1942年 - 岸千恵子、民謡歌手（+ 2011年）
- 1942年 - エリカ・ジョング、小説家、詩人
- 1943年 - ボブ・ウッドワード、ジャーナリスト
- 1943年 - 三毛、小説家、作家（+ 1991年）
- 1944年 - 緑魔子、女優
- 1944年 - ダイアナ・ロス、歌手
- 1945年 - 中野直輝、政治家、弁護士
- 1947年 - 中本マリ、歌手
- 1947年 - 寺田陽次郎、レーシングドライバー
- 1948年 - いしだあゆみ、女優、歌手（+ 2025年）
- 1948年 - 桜木健一、俳優、歌手
- 1948年 - スティーヴン・タイラー、ミュージシャン（エアロスミス）
- 1948年 - チョン・キョンファ、ヴァイオリニスト
- 1949年 - 門田新一、プロボクサー
- 1949年 - パトリック・ジュースキント、作家
- 1950年 - 中辻憲夫、医学者
- 1950年 - アラン・シルヴェストリ、指揮者、作曲家
- 1950年 - テディ・ペンダーグラス、歌手（+ 2010年）
- 1951年 - 国広正夫、アナウンサー
- 1951年 - 藤本恵子、小説家
- 1951年 - 仲村計、漫画家（+ 2005年）
- 1951年 - カール・ワイマン、物理学者
- 1952年 - 天野喜孝、画家、イラストレーター
- 1952年 - 木村知夫、漫画家
- 1952年 - 岩松了、劇作家、演出家
- 1952年 - 穂積豊彦、ハンドボール選手
- 1952年 - 岩城博俊、調教師
- 1952年 - ディディエ・ピローニ、F1ドライバー（+ 1987年）
- 1953年 - 渡部宏、チェリスト
- 1953年 - ピーター・フランクル、数学者、大道芸人
- 1954年 - 井上和彦[26]、声優
- 1954年 - 飯沢耕太郎、写真評論家
- 1954年 - 玉城正富、元プロ野球選手
- 1956年 - 林正浩、アナウンサー
- 1956年 - 加納竜、俳優、歌手
- 1956年 - 三遊亭貴楽、落語家
- 1956年 - 和気一作、漫画家
- 1958年 - 三井雅弘、歌手、ラジオパーソナリティ
- 1958年 - エリオ・デ・アンジェリス、F1ドライバー（+ 1986年）
- 1961年 - 白石雅彦、映画評論家、映画監督、脚本家、俳優
- 1961年 - 上島雪夫、ダンサー、振付師、演出家
- 1962年 - ジョン・ストックトン、バスケットボール選手
- 1963年 - 京極夏彦、小説家
- 1963年 - 清水玲子、漫画家
- 1963年 - 金沢幸彦、元プロ野球選手
- 1963年 - ルイス・メディーナ、元プロ野球選手
- 1964年 - 板橋順二、テレビプロデューサー、実業家
- 1964年 - 鳥羽豊、実業家
- 1964年 - 宇野美香子、歌手
- 1965年 - 三宅登之、言語学者
- 1965年 - 伊藤佳子、元アナウンサー
- 1966年 - 麻々原絵里依、漫画家
- 1967年 - 平澤創、実業家
- 1967年 - 小森高博、アニメーター
- 1967年 - 土田英生、劇作家、演出家、俳優
- 1967年 - 田部京子、ピアニスト
- 1968年 - 白井光浩、俳優、タレント、YouTuber
- 1968年 - 中須岳士、照明技師
- 1968年 - ジェームス・イハ、ミュージシャン（元スマッシング・パンプキンズ）
- 1969年 - 広野准一、元プロ野球選手
- 1970年 - 梁慶一、漫画家
- 1970年 - 荒嶋恵里子、気象予報士
- 1971年 - 安野モヨコ、漫画家
- 1971年 - 岩田やすてる、漫画家
- 1971年 - 太田勝正、元プロ野球選手
- 1972年 - 雉子牟田直子、テニス選手
- 1972年 - 齋田悟司、車いすテニス選手
- 1973年 - いとうみきお、漫画家
- 1973年 - ラリー・ペイジ、実業家、Google創設者
- 1973年 - マックン、お笑いタレント（パックンマックン）
- 1974年 - 後藤久美子、女優
- 1974年 - 用稲千春、元アナウンサー
- 1974年 - たかぎなおこ、イラストレーター
- 1975年 - 石塚義之、お笑いタレント（元アリtoキリギリス）
- 1975年 - ロベルト・ボッレ、バレエダンサー
- 1976年 - 和多田充寿、元サッカー選手、指導者
- 1976年 - エイミー・スマート、女優、ファッションモデル
- 1977年 - 小林千恵、女優
- 1978年 - デビー・ダン、陸上競技選手
- 1979年 - 上原ひろみ、ジャズピアニスト
- 1979年 - 鎌田圭司、元プロ野球選手
- 1979年 - ピエール・ウォメ、元サッカー選手
- 1980年 - サイトウナオキ、お笑いタレント（元ゾフィー）
- 1980年 - 阿部亮平、俳優
- 1981年 - 松井梨絵子、元アナウンサー
- 1981年 - 妹尾軒作、元プロ野球選手
- 1981年 - 清水愛、声優
- 1981年 - 成河、俳優
- 1982年 - アレクサンドル・シャカロフ、フィギュアスケート選手
- 1982年 - ブレンダン・ライアン、元プロ野球選手
- 1982年 - ミケル・アルテタ、元サッカー選手
- 1983年 - エリック・ハッカー、元プロ野球選手
- 1983年 - 丸山桂里奈、元サッカー選手、タレント
- 1984年 - 馬場貴也、競艇選手
- 1985年 - 小田切理紗、女優
- 1985年 - 鷹鳥屋明、作家、中東コーディネーター
- 1985年 - 中村かおり、元バレーボール選手
- 1985年 - 渡辺樹里、サッカー選手
- 1985年 - 川頭秀人、元プロ野球選手
- 1985年 - キーラ・ナイトレイ、女優
- 1985年 - カントク、イラストレーター
- 1986年 - 竹石悟朗、俳優
- 1986年 - 松永幸恵、フィギュアスケーター
- 1987年 - 桑村真明、騎手
- 1987年 - 佐藤朱華、バスケットボール選手
- 1987年 - 真壁伸弥、元ラグビー選手
- 1987年 - YUI、歌手（FLOWER FLOWER）
- 1988年 - 村尾龍矢、元サッカー選手
- 1989年 - 河合いよ、元グラビアアイドル
- 1989年 - 希月あおい、元プロレスラー
- 1989年 - シモン・ケアー、元サッカー選手
- 1989年 - スコット・シンクレア、サッカー選手
- 1989年 - ティグラン・ヴァーダニャン、フィギュアスケート選手
- 1990年 - 柳楽優弥[27]、俳優
- 1990年 - 松本嘉菜、女優
- 1990年 - 髙木雄也、アイドル（Hey! Say! JUMP）
- 1990年 - 相澤莉乃、元ハンドボール選手
- 1990年 - チェ・ウシク、俳優
- 1990年 - シウミン、アイドル（EXO、EXO-CBX）
- 1990年 - WONBIN、歌手
- 1990年 - サラ・メネゼス、柔道選手
- 1991年 - 笠原光希、ミュージカル俳優
- 1991年 - 木村葵、グラビアアイドル
- 1991年 - マット・デビッドソン、プロ野球選手
- 1991年 - ロブ・レフスナイダー、プロ野球選手
- 1992年 - 神田莉緒香、シンガーソングライター、舞台女優
- 1994年 - 渡辺麻友、元女優、元アイドル（元AKB48）
- 1994年 - フレイヤ・ティングレイ、女優
- 1994年 - マイケル・オルンガ、サッカー選手
- 1996年 - 鍬原拓也、元プロ野球選手
- 1996年 - 金久保芽衣、女優、タレント、モデル
- 1997年 - 三好康児、サッカー選手
- 1998年 - 宮原知子、元フィギュアスケート選手
- 1999年 - 伊藤彩華[28]、タレント、アイドル
- 1999年 - 相川茉穂、モデル、元アイドル（元アンジュルム）
- 2000年 - 羊宮妃那、声優（MyGO!!!!!）
- 2002年 - 彩木咲良、タレント、アイドル（元たこやきレインボー）
- 2002年 - 三宅星南、フィギュアスケート選手
- 2004年 - RIMA、アイドル（NiziU）
- 2006年 - 今森茉耶、グラビアアイドル
- 生年不詳 - 天彩峰里、女優
- 生年不詳 - 織田一穂[29]、声優
- 生年不詳 - 小島英樹、声優
- 生年不詳 - 桜坂美穂、声優
- 生年不詳 - 稲鳴四季、漫画家
- 生年不詳 - 犬威赤彦、漫画家
- 生年不詳 - 山田ユギ、漫画家

### 人物以外（動物など）
- 1943年 - アソールト、競走馬（+ 1971年）
- 1982年 - シリウスシンボリ、競走馬、種牡馬（+ 2012年）
- 1990年 - アイリッシュダンス、競走馬（+ 2005年）
- 1990年 - ホクトベガ、競走馬（+ 1997年）
- 1991年 - チョウカイキャロル、競走馬（+ 2019年）
- 1991年 - ヒシアマゾン、競走馬（+ 2019年）
- 1996年 - フサイチエアデール、競走馬
- 1998年 - アサカディフィート、競走馬
- 2016年 - ラヴズオンリーユー、競走馬、繁殖牝馬

## 忌日

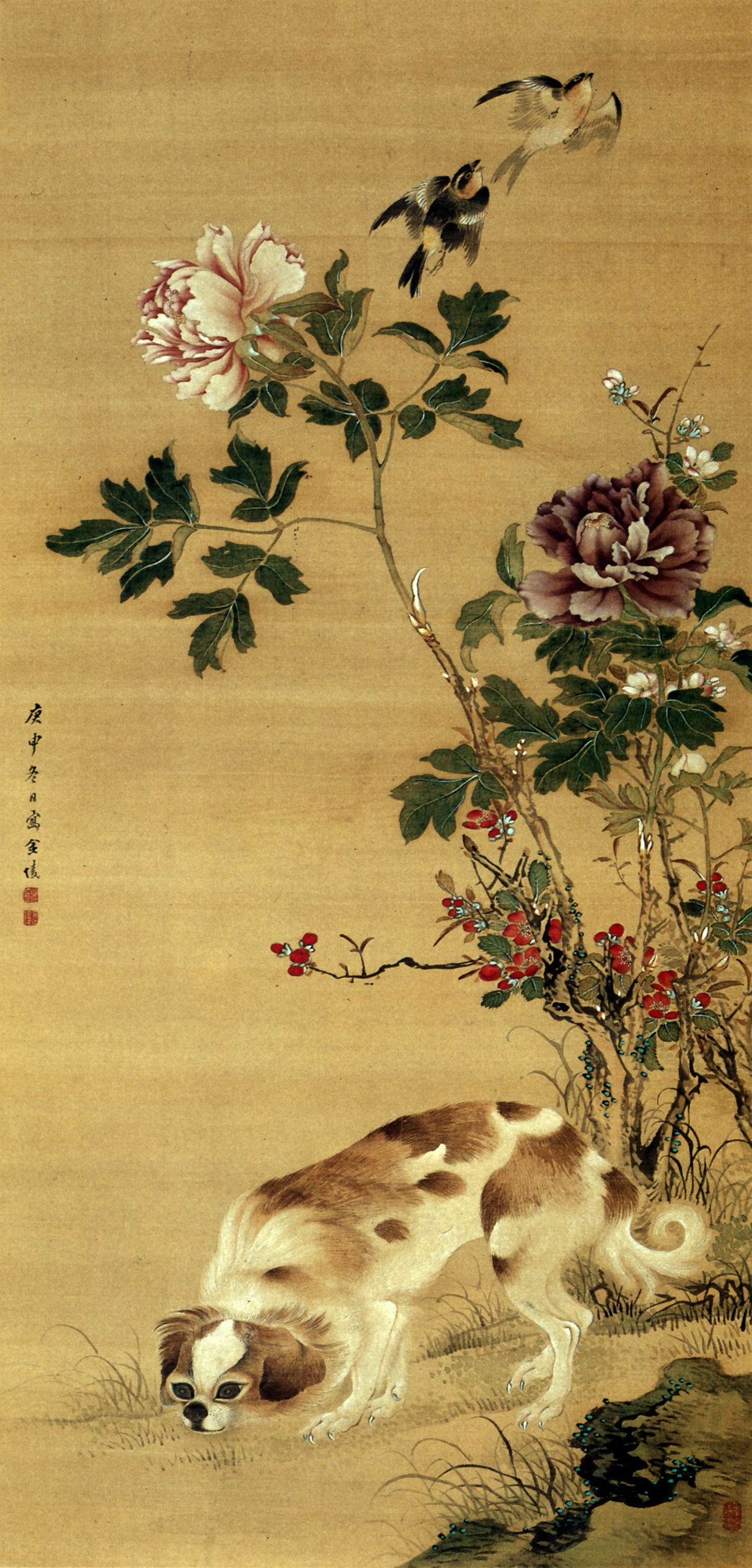
画家、金子金陵(?-1817)没。画像は『牡丹遊狗図』

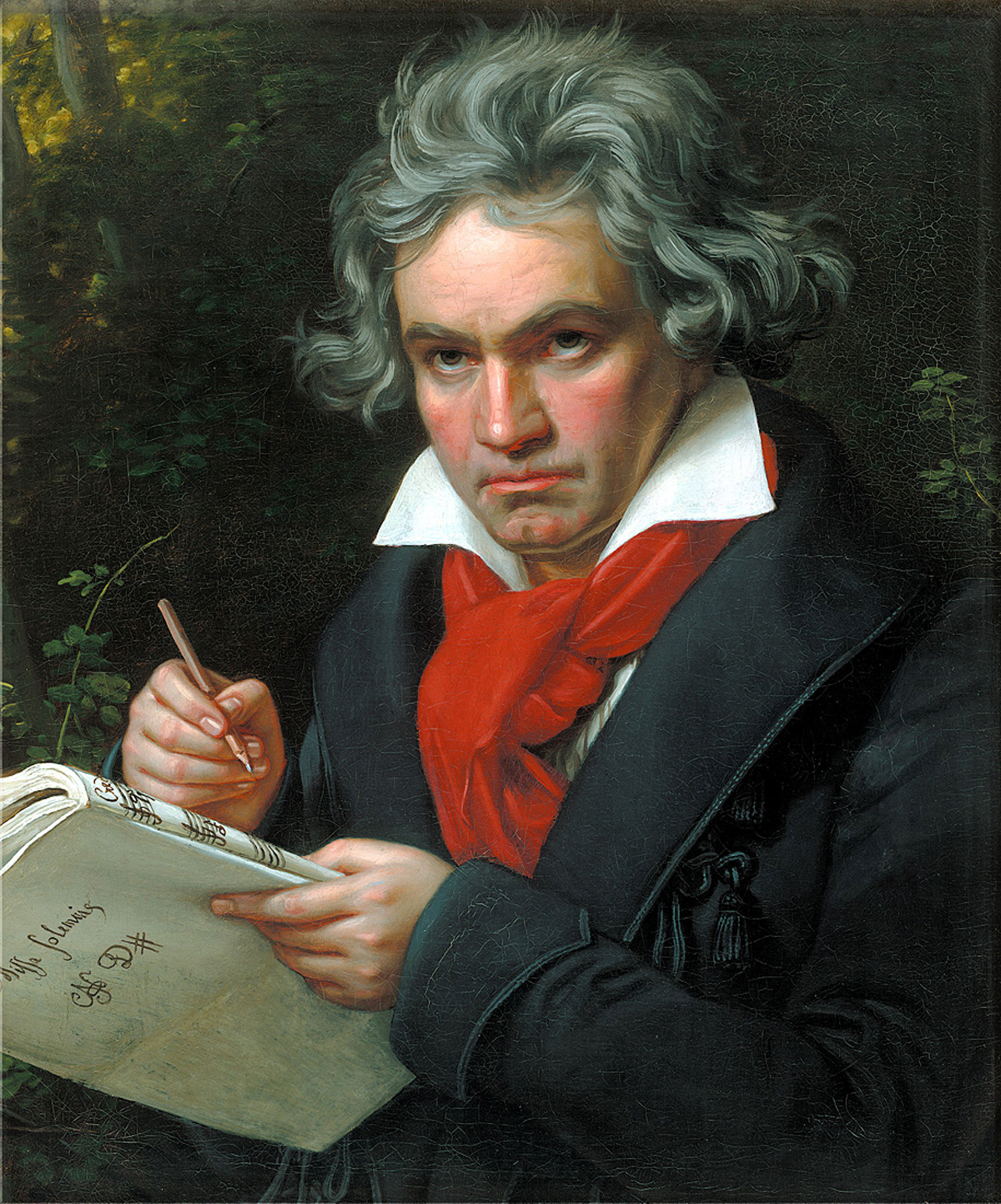
作曲家、楽聖ルートヴィヒ・ヴァン・ベートーヴェン(1770-1827)没。

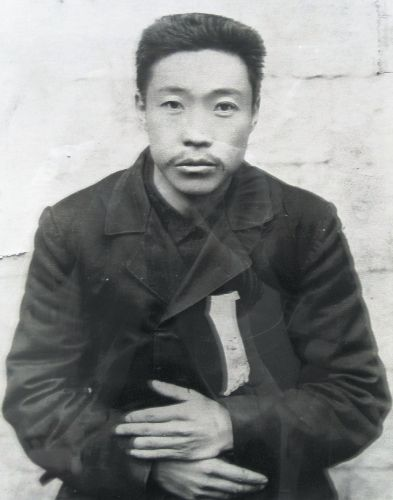
伊藤博文を暗殺した安重根(1879-1910)刑死。

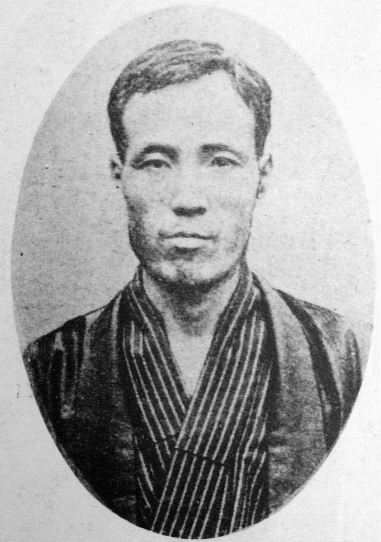
歌人与謝野鉄幹(1873-1935)没。

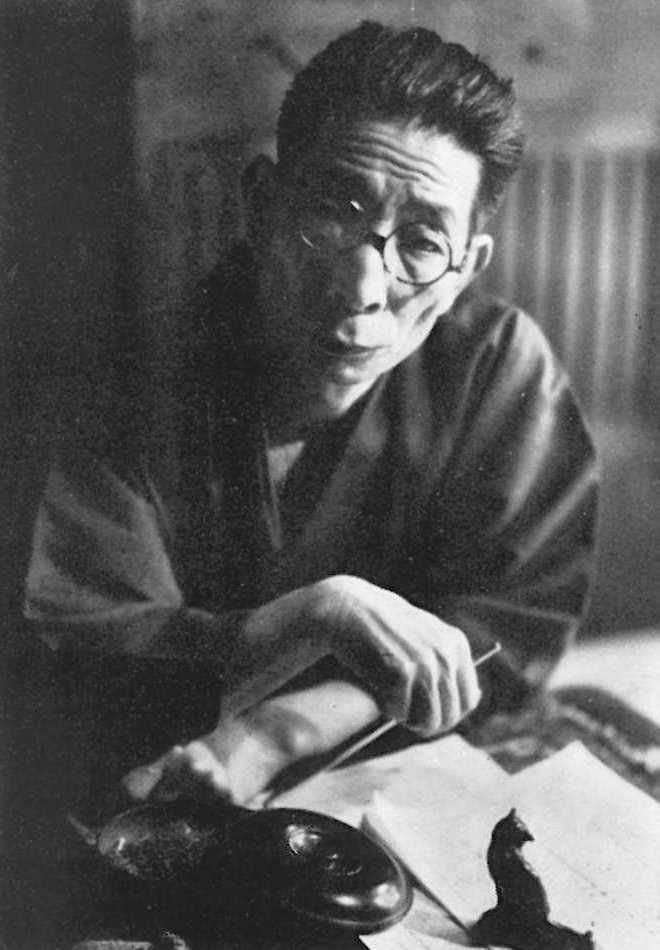
詩人、小説家室生犀星(1889-1962)没。

- 752年 - ステファヌス2世、第92代ローマ教皇
- 1212年 - サンシュ1世、ポルトガル王（* 1154年）
- 1369年（応安2年/正平24年2月18日） - 一色範氏、南北朝時代の武将
- 1517年 - ハインリヒ・イザーク、作曲家（* 1450年頃）
- 1566年 - アントニオ・デ・カベソン、作曲家（* 1510年）
- 1598年（慶長3年2月19日） - 小笠原信嶺、戦国武将（* 1547年）
- 1625年 - ジャンバッティスタ・マリーノ、詩人（* 1569年）
- 1679年（延宝7年2月15日） - 青山宗俊、浜松藩主（* 1604年）
- 1685年（貞享2年2月22日） - 後西天皇、第111代天皇（* 1638年）
- 1686年（貞享3年3月3日） - 桑折宗臣、俳人、歌人、宇和島藩家老（* 1635年）
- 1700年 - ハインリッヒ・マイボーム、内科医、学者（* 1638年）
- 1780年 - カール1世、ブラウンシュヴァイク＝リューネブルク公（* 1713年）
- 1794年（寛政6年2月25日） - 大江玄圃、儒学者、漢詩人（* 1729年）
- 1797年 - ジェームズ・ハットン、地質学者（* 1726年）
- 1814年 - ジョゼフ・ギヨタン、医師、フランスの憲法制定国民議会・立法議会議員（* 1738年）
- 1817年（文化14年2月9日） - 金子金陵、南画家（* 生年不詳）
- 1825年 - ジャン・ヴァンサン・フェリックス・ラムルー、植物学者（* 1779年）
- 1827年 - ルートヴィヒ・ヴァン・ベートーヴェン、作曲家（* 1770年）
- 1858年 - ジョン・アディソン・トマス、第3代アメリカ合衆国国務次官補（* 1811年）
- 1865年 - トーマス・ハンコック（英語版）、技術者、発明家、英国ゴム産業創設者（* 1786年）
- 1868年（明治元年3月3日） - 相楽総三、尊攘派志士（* 1839年）
- 1869年 - レオン・ド・ラボルト（フランス語版）、考古学者（* 1807年）
- 1870年 - チャールズ・グリーン、気球家（* 1785年）
- 1871年 - フランソワ＝ジョゼフ・フェティス、クラシック音楽評論家、作曲家（* 1784年）
- 1881年 - 鈴木徳次郎、発明家（* 1827年）
- 1892年 - ウォルト・ホイットマン、詩人（* 1819年）
- 1899年 - 中島信行、政治家、初代衆議院議長（* 1846年）
- 1900年 - アイザック・メイアー・ワイズ、ユダヤ教のラビ（* 1819年）
- 1902年 - セシル・ローズ、ケープ植民地首相、実業家、デビアス、イギリス南アフリカ会社創業者（* 1853年）
- 1910年 - オーギュスト・シャルロワ、天文学者（* 1864年）
- 1910年 - 安重根、朝鮮の民族主義運動家（* 1879年）
- 1912年 - ニコライ・ピモネンコ、画家（* 1862年）
- 1918年 - ツェーザリ・キュイ、作曲家（* 1835年）
- 1923年 - サラ・ベルナール、女優（* 1844年）
- 1926年 - コンスタンティン・フェーレンバッハ、ドイツ国首相（* 1852年）
- 1931年 - 井口阿くり、教育者、体操家（* 1871年）
- 1932年 - ヘンリー・リーランド、自動車技術者、キャデラック・リンカーン創業者（* 1843年）
- 1932年 - 木越安綱、陸軍大臣（* 1854年）
- 1932年 - 呉秀三、精神医学者（* 1865年）
- 1935年 - 与謝野鉄幹、歌人（* 1873年）
- 1940年 - スピリドン・ルイス、陸上競技選手（* 1873年）
- 1940年 - ユーリ・ショカルスキー、地理学者、海洋学者（* 1856年）
- 1945年 - 栗林忠道、軍人、陸軍大将（* 1891年）
- 1945年 - ロイド・ジョージ、政治家、イギリス首相（* 1863年）
- 1946年 - 春野百合子、浪曲師（* 1900年）
- 1957年 - エドゥアール・エリオ、政治家、フランス首相（* 1872年）
- 1959年 - カール・エンケル、フィンランド外相（* 1876年）
- 1959年 - レイモンド・チャンドラー、ハードボイルド作家（* 1888年）
- 1960年 - 土州山役太郎、大相撲力士（* 1888年）
- 1962年 - 室生犀星、詩人（* 1889年）
- 1962年 - キリルス・クレーク、作曲家（* 1889年）
- 1965年 - アリス・ハーズ、平和運動家（* 1883年）
- 1969年 - ジョン・ケネディ・トゥール、作家 (* 1937年)
- 1972年 - 森川信、俳優、コメディアン（* 1912年）
- 1973年 - ジョージ・シスラー、プロ野球選手（* 1893年）
- 1973年 - ノエル・カワード、脚本家（* 1899年）
- 1976年 - 林語堂、作家（* 1895年）
- 1977年 - 小泉一兵衛[31]、実業家、小泉グループ総帥（* 1920年）
- 1982年 - 水原茂、プロ野球選手、監督（* 1909年）
- 1984年 - セク・トゥーレ、政治家、初代ギニア大統領（* 1922年）
- 1986年 - 大久保謙、実業家、元三菱電機社長（* 1899年）
- 1986年 - 原弘、グラフィックデザイナー（* 1903年）
- 1987年 - オイゲン・ヨッフム、指揮者（* 1902年）
- 1991年 - 安田一、実業家（* 1907年）
- 1994年 - 山口誓子、俳人（* 1901年）
- 1994年 - 片岡仁左衛門 (13代目)、歌舞伎役者（* 1903年）
- 1994年 - 角田喜久雄、小説家（* 1906年）
- 1996年 - デビッド・パッカード、実業家、ヒューレット・パッカード共同創業者（* 1912年）
- 1996年 - エドマンド・マスキー、政治家、第58代アメリカ合衆国国務長官（* 1914年）
- 1997年 - マーシャル・アップルホワイト、ヘヴンズ・ゲート教祖（* 1931年）
- 1998年 - 西尾正也、第17代大阪市長（* 1926年）
- 1999年 - 金平正紀、ボクシング指導者、協栄ジム初代会長（* 1934年）
- 1999年 - 4代目竹本相生太夫、義太夫演者（* 1939年）
- 2000年 - 赤松啓介、民俗学者（* 1909年）
- 2001年 - ピョートル・ソボチンスキー、撮影監督（* 1958年）
- 2003年 - ダニエル・パトリック・モイニハン、政治家、社会学者（* 1927年）
- 2005年 - ジェームズ・キャラハン、政治家、第70代英国首相（* 1912年）
- 2006年 - 佐々木定道、経営者、元富士重工業社長（* 1911年）
- 2006年 - 小篠綾子、ファッションデザイナー（* 1913年）
- 2006年 - 清水陶治[32]、経営者、元東宝不動産社長（* 1929年）
- 2006年 - アンジェロ・ダリーゴ、冒険家、飛行家（* 1961年）
- 2006年 - ポール・ダナ、レーサー（* 1975年）
- 2007年 - ミハイル・ウリヤーノフ、俳優（* 1927年）
- 2008年 - 忍足欣四郎、英語学者（* 1932年）
- 2008年 - 藤波彰、政治家、元八潮市長（* 1938年）
- 2009年 - 尾形仂、国文学者、成城大学名誉教授（* 1920年）
- 2009年 - 千田京子[33]、女優（* 1954年）
- 2010年 - 金嬉老、金嬉老（寸又峡事件）事件犯人（* 1928年)
- 2011年 - ポール・バラン、計算機科学者（* 1926年）
- 2011年 - 加藤康三、実業家、元オリエンタルランド社長（* 1928年）
- 2011年 - ダイアナ・ウィン・ジョーンズ、ファンタジー作家（* 1934年）
- 2011年 - ジェラルディン・フェラーロ、政治家、外交官、弁護士（* 1935年）
- 2011年 - 中島徹、漫画家（* 1963年）
- 2013年 - 熊谷秀夫[34]、映画照明技師（* 1928年）
- 2014年 - 天龍三郎、浪曲師（* 1915年）
- 2014年 - 今道仙次、政治家、元城陽市長（* 1931年）
- 2014年 - 松本典子、女優（* 1935年）
- 2014年 - 近藤清一郎、政治家、元千曲市長（* 1939年）
- 2014年 - 山下順弘、映画装飾家（* 1961年）
- 2015年 - 牧原純、翻訳家、チェーホフ研究家（* 1926年）
- 2015年 - 片山松造、実業家、元東洋ゴム工業社長（* 1933年）
- 2015年 - トーマス・トランストロンメル、詩人（* 1931年）
- 2015年 - ジョン・レンボーン、ギタリスト、作曲家（* 1944年）
- 2016年 - 喜早哲、歌手（ダークダックス）（* 1930年）
- 2016年 - 片山義美、レーシングドライバー（* 1940年）
- 2016年 - イゴール・パシケビッチ、フィギュアスケート選手（* 1971年）
- 2017年 - ダーレン・ケイツ、女優（* 1947年）
- 2017年 - 鄭問、漫画家（* 1958年）
- 2018年 - 菅野俊吾、政治家、元陸前高田市長（* 1935年）
- 2019年 - アンドリュー・マーシャル、国防総省官僚（* 1921年）
- 2019年 - 源氏太郎、ハーモニカ漫談家、東京演芸協会理事（* 1929年）
- 2019年 - 新城長有、育種学者、琉球大学名誉教授（* 1931年）
- 2019年 - 小山峰男、政治家、元長野県副知事（* 1934年）
- 2019年 - 白石冬美、声優（* 1936年）
- 2019年 - 桂竜也、アナウンサー（* 1939年）
- 2019年 - 萩原健一、俳優、歌手（元ザ・テンプターズ）（* 1950年）
- 2020年 - 武井良平、実業家、元帝国繊維社長（* 1925年）
- 2020年 - 伊藤玲子、政治家（* 1927年）
- 2020年 - ミシェル・イダルゴ、元サッカー選手、指導者（* 1933年）
- 2020年 - マリア・テレサ、ブルボン＝パルマ家王女（* 1933年）
- 2020年 - 深田甫、ドイツ文学者、慶應義塾大学名誉教授（* 1934年）
- 2020年 - ジミー・ウィン、元プロ野球選手（* 1942年）
- 2020年 - マイケル・ソーキン、建築家（* 1948年）
- 2020年 - 宗像直美、指揮者（* 1955年）
- 2021年 - 与儀実清、政治家、元宜野座村長（* 1914年）
- 2021年 - ウルスラ・ハッペ、元競泳選手、1956年メルボルン五輪金メダリスト（（* 1926年）
- 2021年 - 沢村忠、キックボクサー（* 1943年）
- 2021年 - 琴剣淳弥、大相撲力士、漫画家（* 1960年）
- 2022年 - 和田一郎、政治家（* 1929年）
- 2022年 - パン・ジュンソク、作曲家、音楽監督、シンガーソングライター（* 1970年）
- 2023年 - ジェイコブ・ジヴ、コンピュータ科学者（* 1931年）
- 2023年 - マリア・コダマ、作家、翻訳家（* 1937年）
- 2023年 - 三原丹[35]、トランペット奏者（* 生年不詳）
- 2024年 - ジュリアーノ・ヴァンジ、彫刻家（* 1931年）
- 2024年 - ギゼラ・ビルケマイヤー、ハードル競走選手（* 1931年）
- 2024年 - 宮崎莊平、国文学者、新潟大学名誉教授（* 1933年）
- 2024年 - リチャード・セラ、彫刻家、映像作家（* 1938年）
- 2025年 - 田名部匡省、アイスホッケー選手、政治家（* 1934年）

## 記念日・年中行事

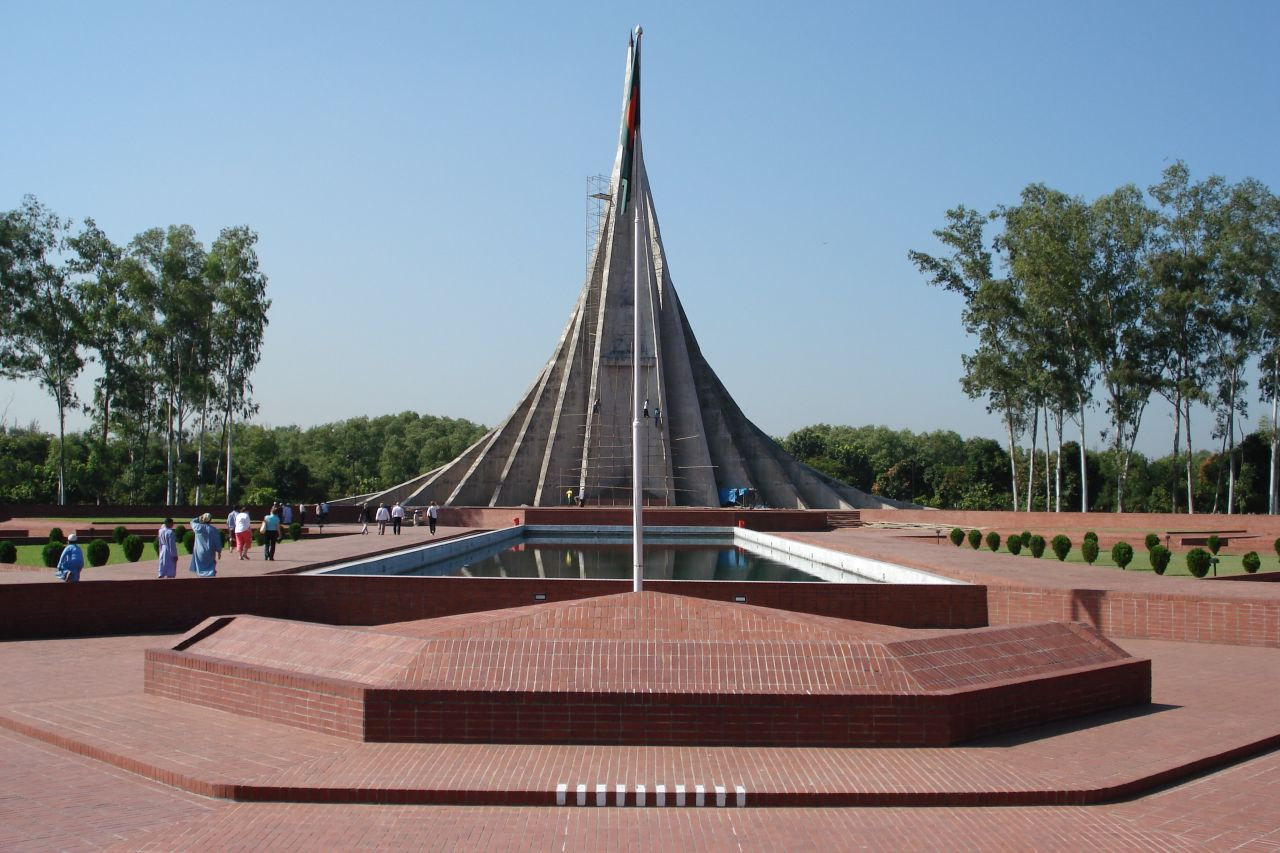
東パキスタンがバングラデシュとして独立(1971)。画像はバングラデシュ独立戦争の死者を記念したモニュメント

- 独立記念日（ バングラデシュ）
1971年3月26日にパキスタンから分離独立[36]。
- カチューシャの歌の日（ 日本）
1914年（大正3年）のこの日、島村抱月と松井須磨子が起こした芸術座がトルストイの『復活』の初演を行い、この中で歌われた「カチューシャの唄」が大流行したことに由来。
- パープルデー（英語版）
2008年3月26日にカナダ人の9歳だったキャシディー・メーガンが始めたキャンペーン。世界各国の人がてんかん患者への応援メッセージをこめて「紫色のもの」を着用する。「紫色」は、彼女が好きな花であったラベンダーの色に由来する。